# جسر مشاة شارلز كونين

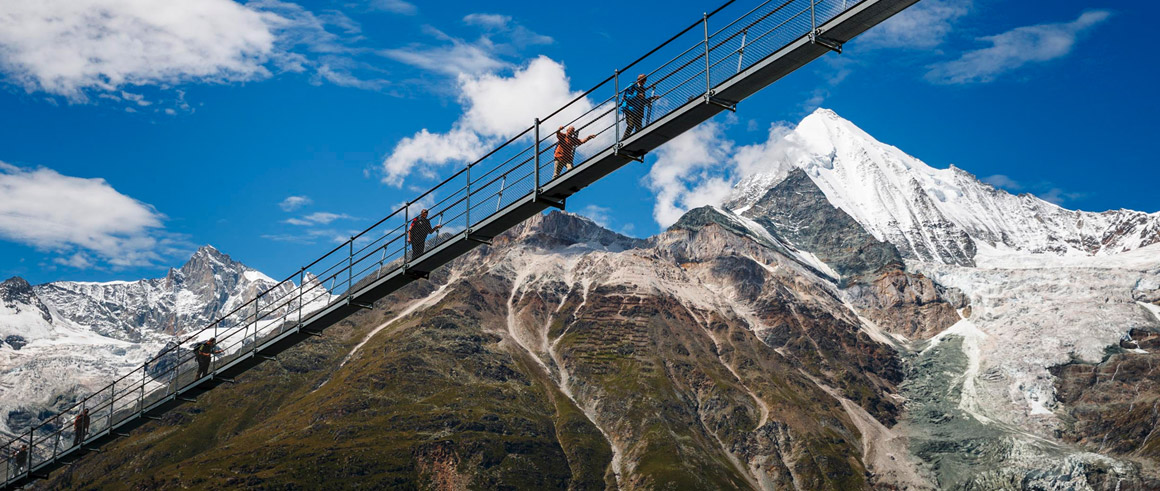
جسر مشاة تشارلز كونين على جبال سويسرا ، يحبه السياح.

جسر مشاة تشارلز كونين  (بالألمانية: Charles Kuonen Hängebrücke ) هو جسر للمشاة والسائحين معلق على الطريق الجبلي الشهير في سويسرا الشهير «بطريق أوروبا». يقع هذا الجسر البانورامي الذي يحبه كثير من السياح على ضفتي وادي ماترتال الجبلي. تم بناء هذا الجسر المعلق في يوليو 2017 وهو بطول 494 متر، ومنذ ذلك الوقت فهو أطول جسر مشاة معلق في العالم .
يوجد جسر مشاة تشالز كونين في بلدة راندا بسويسرا على جبال لألب . وتم بناؤه حديثا (2017) بدلا من جسر مشاة قبله ولكنه هدم بسبب انهيار صخري حدث منذ أعوام . يصل طول هذا الجسر الجديد 494 متر ويعلو عن الأرض بنحو 85 متر. تم افتتاحه في يوليو عام 2017 . يستخدم 8 أطنان من الكابلات الحاملة وله نظام يمنعه من الانقلاب أو التأرجح. وهو جزء مما يسمى طريق أوروبا ، وهو طريق جبلي في سويسرا يربط بين بعض المدن الواقعة على جبال زيرمات و جبال غراخين.

## اقرأ أيضا
- جسر مشاة
- جسر مشاة تيتان أر تي